# Polystomella
Polystomella es un género de foraminífero bentónico de la subfamilia Elphidiinae, de la familia Elphidiidae, de la superfamilia Rotalioidea, del suborden Rotaliina y del orden Rotaliida. Su especie tipo es Nautilus crispus. Su rango cronoestratigráfico abarca desde el Ypresiense (Eoceno inferior) hasta la Actualidad, también citado en el Triásico, Jurásico y Cretácico.

## Clasificación
Se han descrito numerosas especies de Polystomella. Entre las especies más interesantes o más conocidas destacan:
- Polystomella crispus

Un listado completo de las especies descritas en el género Polystomella puede verse en el siguiente anexo.
En Polystomella se han considerado los siguientes subgéneros:
- Polystomella (Elphidium), aceptado como género Elphidium
- Polystomella (Nonionina), aceptado como género Nonionina
- Polystomella (Polystomellina), aceptado como género Polystomellina